# Peter Zwanziger
Peter Zwanziger (* 30. Mai 1977 in Judenburg) ist ein ehemaliger österreichischer Politiker (FPÖ/BZÖ/FPK/DU/NEOS, parteilos) und war Vertragsbediensteter. Er war von 2009 bis 2011 Mitglied des österreichischen Bundesrates und von 2011 bis 2013 Abgeordneter zum Kärntner Landtag. Seit 2020 arbeitet er als Gastronom.

## Ausbildung und Beruf
Zwanziger besuchte von 1983 bis 1987 die Volksschule in Unzmarkt und wechselte danach von 1987 bis 1991 zum Besuch der Hauptschule nach Judenburg. Danach absolvierte er von 1991 bis 1992 den Sportzweig im BORG Eisenerz, brach jedoch danach seine Schulausbildung ab und erlernte zwischen 1993 und 1996 den Beruf des Zahntechnikers. Von 1996 bis 2000 arbeitete er in der Folge im Familienbetrieb mit und war Angestellter im Zahntechniklabor Zwanziger. Zudem war er mit der Leitung bzw. Mitarbeit im Holzschlägerungsunternehmen Zwanziger betraut. Im Jahr 2000 trat Zwanziger in den Dienst der Stadt Klagenfurt, wobei er zunächst als Vertragsbediensteter im Bereich Kultur tätig war. Von Februar 2016 bis Anfang 2019 war Zwanziger Marktkoordinator und Veranstaltungskoordinator der Landeshauptstadt Klagenfurt.

## Politik und Funktionen
Zwanziger begann seine politische Karriere im Ring freiheitlicher Jugend (RfJ), wobei er von 1994 bis 1997 die Funktion des RfJ-Obmanns im Bezirk Judenburg innehatte. Zudem war er während dieser Zeit Landesjugendobmannstellvertreter Steiermark des Ringes freiheitlicher Jugend. Im Jahr 2006 wurde Zwanziger Ortsparteiobmann des BZÖ in Klagenfurt-Wölfnitz, seit 2007 engagiert er sich zudem als Personalvertreter beim Magistrat Klagenfurt am Wörthersee. Er trat bei der Nationalratswahl 2008 und bei der Kärntner Landtagswahl 2009 für das BZÖ an und wurde in der Folge am 7. Oktober 2009 Mitglied des Bundesrates. Er gehörte dem Bundesrat bis zum 13. April 2011 an, wobei er 2010 aus dem Parlamentsklub des BZÖ austrat und am 23. November 2010 Mitglied im Freiheitlichen Parlamentsklub und am 30. November 2010 Mitglied in der FPÖ-Bundesratsfraktion wurde. Am 14. April 2011 wurde Peter Zwanziger als Abgeordneter im Kärntner Landtag angelobt, wobei er das ursprüngliche Mandat von Gerald Grebenjak antrat und im Landtag Die Freiheitlichen in Kärnten (FPK) vertrat.
2013 gründete Zwanziger die Unabhängigen Personalvertreter im Magistrat Klagenfurt.
Bei der Gemeinderatswahl 2015 trat Zwanziger mit seiner Liste „Die Unabhängigen“ an.
Bis zu einem Ausschluss im April 2023 war Zwanziger Mitglied bei NEOS.

## Privates
Zwanziger ist mit einer Hauptschullehrerin verheiratet und Vater von vier Kindern.
Seit 2020 ist er hauptberuflich als Gastronom im Gemeindestrandbad am Rauschelesee tätig.